# آنا بلانكو
آنا بلانكو (بالإسبانية: Ana Blanco)‏ هي مقدمة تلفزيونية إسبانية، ولدت في 1961 في بورتغاليتي في إسبانيا.

## وصلات خارجية
- آنا بلانكو على موقع IMDb (الإنجليزية)
- آنا بلانكو على موقع كينوبويسك (الروسية)